# 神楽まち
神楽 まち（かぐら まち）は、日本のシンガーソングライター。
2020年2月11日にココロの詩人(ウタビト)Machiとしてデビューし、 2023年8月4日に神楽 まちに改名した。
関東地方を中心に活動し、清水公園 花ファンタジアでは不定期でライブを行っている。
こしがやTELE美の「7ニュースこしがや」ではメインMCを担当した。

## 人物・来歴
- 2020年2月11日 - KIDレコード[3]よりCDデビュー、1stシングル「感謝」(KIDRC200211)リリース
- 2020年12月11日 - 2ndシングル「Dream」(KIDRC201211)リリース
- 2021年9月11日 - ミニアルバム「コノハナコマチヒメに贈る詩」リリース
- 2021年10月2日 - REDSWAVE「AKANEのCatch The Music！」[4]にゲスト出演
- 2022年4月 - こしがやTELE美「7ニュース越谷」スタート、ＭＣを務める
- 2022年4月29日 - 1stアルバム「思ひ染む」(KIDRC220429)リリース
- 2022年10月16日 - すみだストリートジャズフェスティバル[5]、東京ソラマチ1F ソラマチひろばに出演(12:00-12:40)
- 2023年5月 - 清水公園 花ファンタジア「ローズフェスタ」[6]にてライブを開催
- 2023年8月4日 - 2ndアルバム「All Together」リリース、Machiから神楽まちへ改名
- 2023年9月30日 - 古賀政男音楽博物館 けやきホール「第2回 New JAM 音楽祭」に出演
- 2023年10月22日 - 越谷市民まつり[7]にてこしがやTELE美のレポーターを務める。その際に福田市長と写真撮影[8]
- 2023年10月22日 - ウニクス浦和美園「ダンスウッドストックコンテスト」[9]に出演
- 2023年11月19日 - 吉川市民まつりに神楽まちブース出展
- 2024年1月7日 - SOUND STUDIO GREGORI[10]にて生誕祭ライブを開催
- 2024年5月26日 - 清水公園 花ファンタジア「ローズフェスタ2024」[11]にてライブ開催
- 2024年10月20日 - すみだストリートジャズフェスティバル[12]、JRAウィンズ錦糸町東館ダービー通り前に Cocopilinaメンバーとして出演(14:00-14:40)
- 2024年11月3日 - 浦和区民まつり2024[13]、常盤公園会場に出演(12:15-12:40)

## ディスコグラフィ

### シングル

#### 感謝 (2020年2月11日)
1. 感謝 (作詞：Machi/作曲：丹野雅俊)
2. たからもの (作詞：Machi/作曲：丹野雅俊)

#### Dream (2020年12月11日)
1. Dream (作詞：Machi/作曲：七緒凛)
2. おやすみのうた (作詞：Machi/作曲：丹野雅俊)

### ミニアルバム

#### コノハナコマチヒメに贈る詩 (2021月9月11)
1. 旅枕 (作詞:えんどうまさくに/作曲:熊谷英雄)
2. 風のデュエット (作詞:えんどうまさくに/作曲:熊谷英雄)
3. LIFE (作詞:えんどうまさくに/作曲:熊谷英雄)
4. 見習いマジシャン (作詞:えんどうまさくに/作曲:熊谷英雄)
5. 私は太陽 (作詞:えんどうまさくに/作曲:熊谷英雄)
6. 産土 (作詞:えんどうまさくに/作曲:熊谷英雄)

### アルバム

#### 思ひ染む (2022年4月29日)
1. 空 (作詞：Machi/作曲：Machi)
2. 素直の居場所 (作詞：橋本純/作曲：熊谷英雄)
3. ふたり (作詞：Machi/作曲：Machi)
4. たからもの (作詞：Machi/作曲：丹野雅俊)
5. 涙 (作詞：Machi/作曲：熊谷英雄)
6. ふるさとよしかわ (作詞：Machi, TanTan/作曲：TanTan)
7. ことだま (作詞：Machi/作曲：Machi)
8. ひまわりのような笑顔で～頑張る君への応援歌～ (作詞：Machi/作曲：Machi)
9. SOS (作詞：Machi/作曲：じろー)
10. かすみ草 (作詞：Machi/作曲：丹野雅俊)
11. おやすみのうた～僕から君へ～ (作詞：Machi/作曲：丹野雅俊)
12. 感謝 (作詞：Machi/作曲：丹野雅俊)
13. 思い出 (作詞：Machi/作曲：丹野雅俊)
14. ゆるぎないもの (作詞：Neo/作曲：Machi)

#### All Together (2023年8月4日)
1. はじまるよ！ (作詞：えんどうまさくに/作曲：神楽まち)
2. カードのマジシャンたち (作詞：えんどうまさくに/作曲：神楽まち)
3. Dream (作詞：Machi/作曲：七緒凛)
4. All Together (作詞：神楽まち/作曲：丹野雅俊)
5. 強さと弱さ (作詞：神楽まち/作曲：テツ)
6. 真夜中のインジケーター (作詞：神楽まち/作曲：七緒凛)
7. アンフェア (作詞：神楽まち/作曲：七緒凛)
8. 流星 (作詞：神楽まち/作曲：七緒 凛)
9. 小さな光 (作詞：神楽まち/作曲：七緒凛)
10. タバコ (作詞：神楽まち/作曲：七緒凛)
11. 長い年月 (作詞：神楽まち/作曲：七緒凛)
12. クリスマスは記念日 (作詞：神楽まち/作曲：丹野雅俊)
13. 糸のような細いかすかな痛み (作詞：神楽まち/作曲：丹野雅俊)
14. Now or never (作詞：神楽まち/作曲：七緒凛)

## 出演

### ラジオ
- Machiの語り奏でて叶エール(2021年10月～2023年7月：CityFMさいたまREDSWAVE)
Machiの冠番組、毎週木曜21時～22時
- 神楽まち の語り奏でて叶エール[14](2023年8月 - ：CityFMさいたまREDSWAVE)
神楽まちの冠番組、毎週木曜21時～22時